# Славко Ћурувија
Славко Ћурувија (Загреб, 9. август 1949 — Београд, 11. април 1999) био је српски новинар и издавач. Истакао се током 1990-их када је такође основао лист Дневни телеграф. По њему носи назив Славко Ћурувија фондација.
Убијен је на Васкрс 1999. године, током НАТО бомбардовања Југославије, после сукоба са влашћу Слободана Милошевића због неслагања око извештавања о рату на Косову и Метохији. Ћурувију је непосредно пре убиства непрестано пратило 27 припадника Службе државне безбедности (СДБ). Децембра 2021, 22 године после убиства, тадашњи начелник СДБ Раде Марковић и тројица бивших припадника СДБ-а првостепено су осуђени на укупно сто година због умешаности у убиство Ћурувије, али их је 2. фебруара 2024. Апелациони суд у Београду ослободио кривице.

## Биографија
Славко Ћурувија је рођен у Загребу, 9. августа 1949. године.
Дипломирао је на Факултету политичких наука Универзитета у Београду. Радни век је почео у предузећу „Машиноградња“.
Од 1984. године је радио као аналитичар у Управи за анализе Савезног секретаријата за унутрашње послове.
Године 1986. Ћурувија се придружио новинарској екипи листа „Борба“.
Почео је као коментатор, а затим је напредовао преко уредника унутрашње политичке рубрике, до позиције главни и одговорни уредник.
Писао је коментаре и репортаже са Косова и Метохије у периоду од 1986. до 1988. године. Био је један од ретких новинара који је био поред Слободана Милошевића током његове посете Косову Пољу, 24. априла 1987, када је Милошевић изговорио чувену реченицу "Нико не сме да вас бије!".
У „Борби“ је остао до 1994. године када је држава преузела контролу над листом, након чега је напустио новине. Све време је био активни дописник или сарадник више медија: „Комунист“, НИН, „Вјесник“, „Вечерњи лист“, „Недеља“, „Побједа“, ТВ Београд, ТВ Политика, ТВ Сарајево. Године 1994. заједно са Момчилом Ђорговићем основао је лист „Телеграф“ (чије име, после њиховог разлаза 1996, Ђорговић мења у „Недељни телеграф“). Две године након тога, 1996, основао је „Дневни телеграф“ (ДТ), први приватни дневни лист у Србији. 1998. године је основао магазин „Европљанин“.

## Познанство и сукоб са Мирјаном Марковић
Не постоје поуздани подаци о природи односа између Славка Ћурувије и Мирјане Марковић, супруге тадашњег председника Србије Слободана Милошевића.
Александар Тијанић је у ТВ документарцу „Кад режим стреља“ описао њихов однос као „пакт о ненападању који му је омогућавао да дође до значајних информација и тиме значајно увећа број читалаца Дневног телеграфа“. Ћурувијина невенчана супруга Бранка Прпа је придавала знатно мањи значај том познанству.
Ћурувијин однос са Мирјаном Марковић се значајно погоршао у лето 1998. године, када су у току биле значајне полицијске акције против побуњених Албанаца на Косову. На основу Уредбе Владе Србије о посебним мерама у условима претње НАТО напада на земљу „Дневни телеграф“ привремено је забрањен 14. октобра 1998, а просторије су запечаћене. Изнервиран таквом одлуком Славко је одјурио код Мире Марковић.
На основу књиге Предрага Поповића „Они не праштају“, тада су пале тешке речи између њих двоје.
Славко је упитао Миру: "Шта то радите? Ако наставите тим путем, висићете на Теразијама!" У склопу пропаганде за време рата на Косову и Метохији прикривани су злочини режима Слободана Милошевића над албанским цивилима, а у водећим медијима су сви Албанци називани терористима. Хјуман Рајтс Воч наводи да су привођени независни новинари који убијене Албанце нису називали терористима, а Ћурувија је из истога разлога био саслушаван.
Недуго затим заплењена је целокупна имовина фирме ДТ-прес која је издавала ДТ, а потом је Славко регистровао листове у Црној Гори. Ипак, због текстова и илустрација у „Европљанину“ октобра 1998. суд у Београду изрекао је Ћурувији и његовом предузећу укупну казну од 2,4 милиона тадашњих динара.
Пресуда је донета на основу контроверзног Закона о информисању, који је донет 1998. године када се на челу Министарства за информисање у Влади Мирка Марјановића налазио Александар Вучић.
Тадашњи закон је увео високе новчане казне за новинаре чије се извештавање није уклапало у прописане оквире (тзв. „независни новинари“), а на основу тужби које би, позивајући се на „противдржавно и подривајуће деловање“ разних врста, подносили грађани или организације, а по којима су прекршајни судови имали обавезу да одлуче у року од 24 часа.
Казна је изречена три дана након доношења закона ретроактивним дејством Закона.
Новембра исте године, „Дневни телеграф“ бива кажњен по тужби Савеза жена Југославије, којег је заступала Братислава Буба Морина, са 1.200.000 динара због објављивања огласа студентске организације „Отпор“, чиме је „угрозио све грађане, жене и децу“.
Ћурувија је, заједно са још двојицом новинара листа, 8. марта 1999. године кажњен на пет месеци затвора због узнемиравања јавности.
Мирјана Марковић је десетак дана пред Ћурувијино убиство, на седници Дирекције Југословенске левице (ЈУЛ) њега означила као главног државног непријатеља који је изазвао бомбардовање и да ће му народ судити.
Неколико дана пред убиство, Мирјана Марковић је преко Драгана Хаџи Антића издејствовала да се у прорежимском Експресу објави текст Мирослава Марковића „Ћурувија дочекао бомбе“.
Тај текст многи сматрају за својеврсну пресуду Ћурувији.

## Убиство
Славко Ћурувија убијен је на Ускрс, 11. априла 1999. године.
Убиство је извршено око 17 часова у Београду, у Светогорској улици (у то време Иве Лоле Рибара), у пролазу испред броја 35, где су се налазиле просторије маркетинг службе 'Дневног телеграфа', а на четвртом спрату и стан у коме је Ћурувија живео.
Министарство унутрашњих послова саопштило је да је Ћурувија „лишен живота из ватреног оружја, од стране непознатих извршилаца и да радници Секретаријата у Београду интензивно трагају за починиоцима овог кривичног дела“.
Тадашњи дневни листови су пренели сведочење очевидаца да су „на њега пуцала двојица нападача обучена у црно и са црним капама са прорезима за очи на главама.
Чула су се три-четири хица, а онда су из хаустора излетела двојица и у пуном трку отишла низ улицу ка Таковској“.
Ћурувији је пуцано у леђа, један хитац га је погодио у главу, а други му је прошао кроз срце.
Убице су дршком од пиштоља удариле и Славкову партнерку Бранку Прпу, која је била са њим.
Њих двоје су непосредно пре напада били на ручку са пријатељима.
На основу података која су објављени из тајног полицијског досије „Ћуран“, сазнало се да је Ћурувију и његову супругу до непосредно пред његову смрт, у три смене, пратило 27 припадника Државне безбедности.

## Истрага
Као и многе истраге за убиства из тог периода и ова дуго времена није имала судски епилог. Током истраге је на предлог специјалног тужиоца за организовани криминал, саслушано око 100 сведока. Крајем 2007. године, тужилац је опет доставио захтев за спровођење нових истражних радњи.
Адвокат Рајко Даниловић, који је раније заступао Јову Ћурувију, брата убијеног Славка, а касније Бранку Прпу, је изјавио да особе упућене у истражни предмет знају ко је извршио убиство и који људи из Државне безбедности су то организовали, а претпоставља се са великим степеном поузданости и ко је и када наручио убиство.
Б92 је још 2006. године сазнала да је као једног од двојице непосредних извршиоца атентата сведок убиства идентификовао Луку Пејовића. Он је имао досије нарко-дилера у Црној Гори, а убили су га непознати нападачи убрзо после петооктобарских промена у Србији 2000. године. Током суђења за убиство Ћурувије ова претпоставка је од стране више учесника истраге означена као нетачна.
Раније се спекулисало да је директно Мирјана Марковић наручила Ћурувијино убиство десетак дана пре извршења и да су поред ње за убиство оптужени и бивши шеф Државне безбедности Раде Марковић, некадашњи шеф београдског центра ДБ Милан Радоњић, као и припадници тајне службе Ратко Ромић и Мирослав Мики Курак.
На основу изјаве портпаролке Специјалног суда Маје Ковачевић, очекивало се да истражне радње буду окончане маја 2008. године. Међутим, до тога није дошло ни годинама касније.
На месту где је убијен Славко Ћурувија у Светогорској улици постављена је спомен-плоча са следећим текстом: „На овом месту 11. априла 1999. године убијен је због оштре критичке речи Славко Ћурувија, новинар, уредник и власник „Дневног телеграфа“ и „Европљанина“. У знак сећања, Независно удружење новинара Србије, 11. април 2000“. Ова спомен-плоча је украдена 6. октобра 2009. Удружење новинара Србије и Независно удружење новинара Србије су осудили овај догађај и захтевали да се починиоци „хитно“ пронађу и казне, а обележје врати на своје место. НУНС је оценио да је реч о „одговору на годишњицу 5. октобра“. Независно удружење новинара Србије је поново поставило спомен-плочу 5. новембра 2009, уместо оне старе, која је украдена 6. октобра.
За убиство власника „Европљанина“ и „Дневног телеграфа“ Сид је осумњичио бивше шефове Ресора државне безбедности Радета Марковића, Милана Радоњића, те оперативце Ратка Ромића и Мирослава Курака, док се истраживала и улога Мирјане Марковић. Суђење је започело у Специјалном суд у Београду 2015. године, а 5. априла 2019. године, исти суд је осудио Радета Марковића и Милана Радоњића на по 30 година затвора, док су Ратко Ромић и Мирослав Курак осуђени на по 20 година.
Апелациони суд је ову пресуду оборио и вратио на ново суђење, које је пред истим трочланим судским већем, које је донело првостепену пресуду, почело у октобру 2020. године.
Почетком 2021. године Судско веће Специјалнога суда у поновљеном поступку је прогласило кривим некадашње припаднике СДБ-а Радета Марковића, Милана Радоњића, Ратка Ромића и Мирослава Курака, за убиство Ћурувије. Прва двојица су осуђена на 30 година затвора, а Ромић и Курак (који је у бекству) су добили по десет година мање. Апелациони суд у Београду је 2. фебруара 2024. обајвио пресуду од пре 10 месеци којим се окривљени за убиство ослобађају кривице. Медијска удружења су осудила ову пресуду; Коалиција за слободу медија, коју чине НУНС, НДНВ, Асоцијација онлајн медија, Фондација Славко Ћурувија и друга удружења, саопштила је да се пресудом „шаље порука новинарима да их држава неће заштити“; Пресуду су осудили и УНС, Репортери без граница и Маја Север, предсеница Европске федерације новинара. Због пресуде прoтест је одржан испред Апелационог суда 5. фебруара. Истог дана Врховно јавно тужилаштво је затражило од Апелационог суда да му достави списе предмета ради „подношења захтева за заштиту законитости“.

### Постхумно
- Жртве: Иван Стамболић Славку Ћурувији, прир. Вукашин Стамболић, Удружење Наука и друштво Србије, Београд, 2006. (коаутор Иван Стамболић)